# Феликс Чисекеди
Феликс Антоан Чисекеди Чиломбо (фр. Félix Antoine Tshisekedi Tshilombo; 13. јун 1963) конгоански је политичар и председник ДР Конго од 25. јануара 2019. године.